# Тверяк, Алексей
Алексе́й Тверя́к (настоящее имя — Алексе́й Артамо́нович Соловьёв; 12 февраля 1900, село Осташково, Тверская губерния — 1937) — русский советский прозаик.

## Биография
Родился в семье крестьянина в селе Осташково Тверской губернии, детские годы провел на Волыни, куда переселились родители, учился в церковно—приходской школе.
С 16 лет в Петрограде на заработках, в июле 1917 года уехал в деревню в Тверскую губернию, работал в кооперативах.
В 1919 году ушёл добровольцем в Красную Армию, поступил на рабфак технологического института в Ленинграде (1922).
В 1920-е годы постоянно проживал в Осташкове и Твери, участвовал в Тверском литературном обществе Никитина.
Первая публикация Тверяка состоялась в журнале «Юный пролетарий» (1923), рассказ «Степка». «Считаю, что вся жизнь у меня впереди», — писал Тверяк в Автобиографии (1928).
Расстрелян в 1937 как «враг народа», посмертно реабилитирован.

## Произведения Алексея Тверяка
- Ситец. — М., 1926.
- Передел. — М., 1927.
- На отшибе. — М-Л., 1930.
- Две судьбы. — М., 1931.
- Нечистая сила. — М., 1931.[3]